# Fogaskerekű
Pour les articles homonymes, voir Ligne 60.
Le Fogaskerekű, ligne 60 du tramway de Budapest, train à crémaillère de Budapest (en hongrois : Budapesti Fogaskerekű Vasút, [ˈbudɒpɛʃti ˈfogɒʃkɛɾɛkyː ˈvɒʃuːt]) ou train de Sváb-hegy (en allemand : Schwabenbergbahn)  circule entre Városmajor et Széchenyi-hegy.

## Tracé et stations

### Liste des stations
|  |   |  | Station                      | Desserte               | Correspondances                                |
|  | - |  | ---------------------------- | ---------------------- | ---------------------------------------------- |
|  | o |  | Városmajor                   |                        | 5 22 22A 91 155 156 222 56 56A 59 59B 61       |
|  | • |  | Szent János kórház           |                        | 22 22A 91 128 129 155 156 222 56 56A 59 59B 61 |
|  | • |  | Orgonás                      |                        |                                                |
|  | • |  | Esze Tamás iskola            |                        |                                                |
|  | • |  | Erdei iskola                 |                        |                                                |
|  | • |  | Adonis utca                  |                        | 21 21A 212                                     |
|  | • |  | Városkút                     |                        | 21 21A 212                                     |
|  | • |  | Svábhegy                     |                        | 21 21A 212                                     |
|  | • |  | Művész út                    |                        |                                                |
|  | o |  | Széchenyi-hegy, Gyermekvasút | Gare de Széchenyi-hegy | 7                                              |